# PZL P.11
PZL P-11 je bilo poljsko lovsko letalo druge svetovne vojne.

## Začetek proizvodnje
To visokokrilno letalo je bilo izdelano že leta 1931 in je bilo za svoj čas zelo moderno, ob izbruhu druge svetovne vojne pa že zastarelo in neprimerljivo z ostalimi lovci tistega časa. V času pred vojno so letalo izvažali v Bolgarijo, Grčijo in Romunijo. Kasneje so ga s predelavami sicer še izboljševali in prilagajali vojaškim trendom, a bitvenega napredka že zaradi same konstrukcije niso mogli doseči. Med drugim je imel lovec odprto kabino in večina ni imela vgrajenega radijskega oddajnika. Ob nemškem napadu je bilo letalo razporejeno v dvanajst eskadronov.

## Uspehi letala
Letalo je kljub obupni zastarelosti v bitki za Poljsko doseglo 126 potrjenih zračnih zmag za ceno 114 izgubljenih letal. Ob porazu Poljske je veliko pilotov s svojimi P-11 prebegnilo v nevtralne države, od tam pa v Združeno kraljestvo, kjer so v sklopu RAFa nadaljevali boj proti Nemčiji.